# Сесе (Алије)
Сесе (фр. Cesset) насеље је и општина у централној Француској у региону Оверња, у департману Алије која припада префектури Мулен.
По подацима из 2011. године у општини је живело 383 становника, а густина насељености је износила 31,42 становника/km². Општина се простире на површини од 12,19 km². Налази се на средњој надморској висини од 327 метара (максималној 399 m, а минималној 269 m).

## Демографија
| 1962. | 1968. | 1975. | 1982. | 1990. | 1999. | 2011. |
| ----- | ----- | ----- | ----- | ----- | ----- | ----- |
| 262   | 332   | 337   | 321   | 292   | 353   | 383   |

График промене броја становника у току последњих година